# Kuta Buluh Gugung
Kuta Buluh Gugung is een bestuurslaag in het regentschap Karo van de provincie Noord-Sumatra, Indonesië. Kuta Buluh Gugung telt 417 inwoners (volkstelling 2010).